# 火神的眼淚
《火神的眼淚》是2021年推出的台灣電視連續劇，由公共電視台和台灣大哥大MyVideo共同製作，蔡銀娟執導、蔡銀娟、李志薔及曾群芳編劇，温昇豪、陳庭妮、林柏宏、劉冠廷領銜主演。故事著重於探討台灣消防員在執勤中面臨的生死關頭，以及在職場和家庭間的困境，並揭露消防體系中的沉痾弊端，是台灣首部消防員題材職人劇。全劇自2021年5月1日起在公視主頻播出，同月29日播畢，總共10集。LiTV 線上影視於2023年8月11日上架。
劇集播出後獲得高收視率和諸多正面評價，劇情及火災場面都被認為極度寫實，也激起許多關於消防制度及消防員工作環境的討論。在第57屆金鐘獎中，《火神的眼淚》入圍戲劇節目的六個獎項以及奪得最具人氣戲劇節目獎。

## 製作

### 編劇
《火神的眼淚》是台灣首部以消防員為題材的職人劇，由蔡銀娟、李志薔和曾群芳編劇。蔡銀娟表示，創作此劇的起心動念是2015年的桃園市新屋保齡球館火災，該起事件造成多位消防員殉職。當時她看到許多相關的深入報導，對於台灣各縣市消防員的人力不足、爆肝過勞、裝備老舊、殉職率高以及許多困境都非常震撼，便期盼有人能將讓這些議題呈現在觀眾面前，然而因為製作難度和經費問題，她自己一直不敢付諸行動，直到2018年，她看到公共電視推出戲劇孵育計畫後，才決定嘗試看看，跟夥伴們一起寫了故事大綱跟企劃書去投件。而在故事大綱入選之後，她跟李志薔也邀請《麻醉風暴2》的製作人湯昇榮擔任劇本顧問和製作人，因為湯昇榮在《麻醉風暴2》中有多場爆破戲製作經驗，得以給予許多編劇和製作建議。
儘管台灣開始出現幾部導入大數據製作的戲劇，但對於消防員這類網路資料較少的職業，仍需仰賴田野調查和採訪。蔡銀娟和曾群芳展開田野調查，在冬季和夏季各花兩個月時間，到新北市的莒光分隊和新店分隊蹲點，與消防員一同待命並隨時出動。之所以選擇該兩個分隊，是因為前者有多名女性消防員及分隊長服務，後者則是全台隊員最多、救護量最高的消防分隊之一，而且因為靠近新店溪和烏來山區，有機會觀摩山難搜救和水難救助。田調頻率為每週2至3天、每天12至16小時，且不分日夜、亦不分平日或周末，藉此盡可能觀摩各種不同類型的勤務，此外她也體驗消防員的食衣住行，並協助推車、提袋等工作，由於無法直接進入火場，她便調借消防員密錄器錄製的影像，或觀看其他消防隊拍攝的火場畫面進行取材。此外團隊還在台灣各地採訪消防員和消防替代役，也閱讀書籍、觀看火災紀錄片進行取材，也觀摩美國電視劇《芝加哥烈焰》，並因此得知台灣消防員的工作多元而廣泛，除了有半數勤務都是醫療救護、消防安檢、水源查察、防災宣導等工作，繁重的文書作業也讓蔡銀娟頗為驚訝。該劇從開始進行田野調查至劇本完成，約耗時兩年，蔡銀娟提到消防員在夏天和冬天面臨的狀況有很大的差異，如果能花更多時間投入，劇作會更完整。

### 經費
《火神的眼淚》全劇斥資新台幣9400萬元，其中8000萬元由公視和MyVideo合資，而公視的經費則來自前瞻基礎建設計畫。因為嚴重特殊傳染性肺炎臺灣疫情影響及特效超支等因素而超出1400萬元，之後向文化部申請了13.5萬的人事費補助款，但是杯水車薪，在製作中期，蔡銀娟及李志薔甚至和家人親友借錢周轉，才讓拍攝工作順利進行。原先編劇團隊完成的劇本是13集（這是當時公視孵育計畫的規定），但因為消防題材需要大量經費，等到公視決定要出資拍攝火神時，便決定濃縮成10集。為了規畫預算和製作規模，在編劇階段便仔細安排四位主角的故事，以及每集的事故場面。而且，如果每集都出現火災，預算就會乘上三倍，也不符合台灣消防員的現況。因此，本劇除了四集火災場景，也安排各種救護或山難水害。在編劇期間，劇組也開始尋找演員，並為演員投保，因為保險公司有額度上限，最後分了三家保險公司才完成投保。
在電視劇尚未正式播出時，李志薔便透露《火神的眼淚》可能會有第二季或電影，湯昇榮也表示已經有投資人表達投資意願，而演員宥勝表示有意演出續作。

### 主題
《火神的眼淚》劇名中的「火神」指的是消防員，而「眼淚」則取自「觀音垂淚」，從神明慈悲的眼光看待世間眾生。《火神的眼淚》不是英雄片、不是偶像劇，故事不強調英雄主義，也無意美化消防員，而是試圖呈現消防員平凡的一面，以及勞動環境的艱困，藉此讓觀眾與消防員產生共鳴，並在對角色產生感情後，進一步關注消防員過勞以及人力嚴重不足的困境。蔡銀娟提到，消防員也是血肉之軀，不僅要在火場上救人，還需急救、安檢，並面臨生活中的許多困境，希望藉這部戲讓觀眾認識消防工作。除了工作難題，劇中四位主角也都面臨家庭上的困境，這出自蔡銀娟長期對家庭議題抱持的興趣。除此之外，故事也透過消防員視角呈現人性與生死議題。
李志薔表示，希望能夠透過此劇，讓更多人看見台灣消防員的職場困境，並成為消防員的助力。作為投資方，台灣大哥大新媒體服務副總經理李芃君認為，職人劇的故事內容多為生活周遭之事，貼近小人物的生活，更能觸動觀眾內心。而主演該劇的温昇豪表示，《火神的眼淚》不是造英雄，而是透過平凡人物傳達人道精神。林柏宏也提到，自己不會宣揚劇中的消防員是熱血英雄，而是也會生病、也有脆弱時刻的凡人。

### 訓練
在正式開拍前，劇組耗時半年進行前置作業，期間導演組、製片組和演員群在臺北市政府消防局指導下接受為期三個月的訓練，包含消防、救護、進入模擬火場、分隊實習等課程，讓演員學習專業知識、具備操作經驗，除了通識課程，團隊也根據每位演員的個人劇情而設計專門課程，此外也學習消防隊內的文化和禁忌。劉冠廷表示，隨隊實習過程中所見所聞都是真實發生的，而這些經驗也讓自己更想透過角色傳達正確觀念，並希望社會更珍惜消防員和消防資源。劇組於2020年的消防節（1月19日）舉辦活動，並以「80秒著裝」、「佈線射水」和「煙霧搜索」項目競賽展示演員的訓練成果。

### 取景
《火神的眼淚》故事背景為虛構台灣城市大員市，而這個背景中並沒有嚴重特殊傳染性肺炎，之所以採虛構城市為背景，是因為劇中許多議題都非特定城市獨有。雖是虛構，但劇中主角所屬的同安分隊是以新店分隊的地理位置為藍本，因為該處依山傍水又近鄰城市，能呈現都市火災、上山下水等各種工作。雖然借用消防隊分局拍攝可以省下大筆經費，但李志薔、蔡銀娟跟劇組主創都認為這會影響救人工作，也會引起道德爭議，衡量後決定搭景拍攝。同安分隊辦公室的取景地原址為新北市淡水地政事務所，在地政事務所遷移後，該棟三層樓的建築便斷水斷電、成為廢棄舊屋，製作團隊商借到該場地後，耗資新台幣500萬元，耗時兩個月進行整理和裝潢，才打造包括辦公室、廚房、備勤室等場景。分隊內的消防器材、消防車是向淡水消防分隊借用，同安分隊的頂樓天台場景是向視野開闊的金山分隊借用、而消防車庫和廣場是向樹林分隊借用，劇組還另外在車庫外搭建值班台，以免影響消防隊運作。除此之外，該劇拍攝的場景還包括桃園、宜蘭、烏來、新店、林口、松山，以及進行置入性行銷的葡萄王生技公司。

### 拍攝前置
《火神的眼淚》從2019年12月開拍，2020年3月殺青，主體拍攝期共101日，而剪輯、配樂等後製工作約耗費一年。作為以消防為主題的電視劇，全劇中有四場火災救援的戲碼。雖然也在部分外景使用火焰和濃煙特效，但在室內救災時的火和煙幾乎都是設置真實管線放火，並事後以特效加強，而台灣過去少有火場戲碼，劇組多數人都沒有經驗，因此具有相當難度。為了呈現逼真的爆破和凶險的火場，劇組從香港請來曾擔任《戰狼2》、《烈火英雄》特效技術顧問一職的霍錦棠擔任爆破特技顧問，而他的徒弟陳銘澤率領爆破特技組進行規劃。李志薔表示，拍攝《火神的眼淚》的原因之一，便是消防職人劇的技術門檻高，並希望台灣戲劇類型有所突破，此外他也感嘆火場戲需要大量經費和專業技術，而台灣影視又鮮少採用，只能到香港學習，蔡銀娟也提到，如果台灣未來十年不再拍攝火場戲碼，這些人的經驗將無法順利傳承。
在籌備階段，主創團隊與火效組開會決定火焰出現的位置、火勢呈現方式和惡化時機，火效組依據美術組的景圖安排管線，而美術組以石膏和耐燃材料強化景牆，而景牆後方都有逃生通道，天花板也有排煙空間。正式開拍前製片組也會先放火進行測試，包括火場溫度是否會導致攝影機當機、噴水時是否會有水蒸氣遮擋鏡頭等，例如劇組便因為白煙的反光太強，而選擇在拍攝時施放危險程度最高的黑煙。

### 拍攝
在拍攝火場戲時，演員和攝影師皆身穿正式消防裝備，按照訓練課程所學進入火場拍戲，飾演待救民眾的演員則身穿非易燃材質的衣物，並在表面塗上耐燃材料，而在導演喊暫停後，製片組會立刻滅火降溫，待劇組重新布置現場，通常要隔30分鐘才能繼續拍攝。在拍攝時，特效指導也會在現場指示火勢該控制在何種程度，才能讓後製作業事半功倍。温昇豪回憶拍攝經驗時表示，受訓過程和拍攝現場能讓自己完全進入狀況，並不需要特別表現。此外，拍攝現場也安排消防教官和消防員直接指導，除了確保安全，也確保過程中每個環節正確流暢、使用詞彙精準妥當。
全劇開場是時長約5分鐘的住宅火警場面，共花費了四、五天拍攝，耗資超過新台幣100萬元。由於要找到願意被燒的住宅實非易易，劇組好不容易才在台北市臥龍街全家福社區借到一處將因為都市更新而被拆除的海砂樓，在協調各方單位後封街三天。拍攝期間，每日動員超過五十名消防員和數百位臨時演員，也出動二十多輛消防車和救護車協助。除了救火之外，該段情節也呈現了消防員與圍觀群眾的爭執，而這也出自蔡銀娟取材時消防員分享的實際經驗。
第二集裡的開場為學生投水自盡，消防員進行夜間水域搜救。該段情節於新店溪畔取景，劇組事前確認了水域深度、漩渦和暗流，而拍攝當時也有消防隊、義消及潛水大隊從旁協助。由於拍攝時為冬季，又受寒流影響，包括飾演溺水者的演員在內，許多人在拍攝後都出現失溫狀態。在第三集和第四集中各有一段消防員破門救人的情節，蔡銀娟安排了兩種情境，其一是選擇破門，之後發現虛驚一場，其二是選擇不破門，導致來不及阻止自殺事件。蔡銀娟表示希望藉此讓觀眾了解消防員的兩難，以及制定許多縣市的消防局制定標準作業程序的苦衷。第四集有一段破壞車體搶救孕婦的情節，演出該段情節的陳庭妮表示，拍攝現場只有一台車，因此若有任何破壞車體的動作操作錯誤，也無法重新來過，這使她當下心情十分緊張。在第五集中有一場消防員企圖阻止跳樓事件的情節，飾演跳樓者的朱芷瑩談及拍攝過程時，表示自己當時是坐在七樓女兒牆上，身上也有吊鋼絲，以確保她不會直接落地，而往後倒下的墜樓動作是在藍幕前拍攝，並透過後製合成並消去鋼絲。
劇中的重頭戲是第八集開始的一場娛樂城火災，長達三十分鐘。取景地點為淡水區一處百坪的廢棄廠房，劇組搭建兩層樓內景，並耗費七天拍攝完成，耗資新台幣750萬元。新北市協拍中心在開拍前兩個月便協調交通局、警察局、區公所、里辦公室等各單位合作，在林口鬧區進行為期三個晚上的封街拍攝，此過程動用上百名工作人員，並出動消防車、雲梯車、救護車等各式車輛。該場戲有兩條主線，其一是屢遭議員施壓的消防員於火場中犧牲自己，救出曾經多次打壓消防隊的議員。演出此段情節的劉冠廷認為雖然造化弄人，但作為消防員必定還是會救出每條性命。另一劇情線是消防員摔入貨梯井內，跌至地下一樓並一度昏迷。之所以如此設計，是蔡銀娟在田調時發現許多消防員受傷或殉職的原因是重摔。該場景中的貨梯是劇組搭建，底部有保護演員安全的設計，又要有水不斷流動，讓劇組花費不少心思。
全劇拍攝過程都受到嚴重特殊傳染性肺炎的影響，除了在消防局中借景的拍攝作業偶爾會被打斷，也使得在醫院借景的計畫大亂。劇組詢問超過四十家醫院急診室，都無法借景拍攝，由於不可能不拍急診室場景，便將相關拍攝工作集中處理，並耗資新台幣200萬元，在淡水搭建急診室場景，加上醫院週邊場景約耗資新台幣600萬元。在劇組公佈搭景消息後，有另外五個劇組來洽談公共拍攝，但因為這些劇組大多是在四月至六月開拍，考量期間的租金及維護費用，場景只能隨著《火神的眼淚》殺青而拆除，湯榮昇對此感嘆，並希望台灣影視圈能加強資源整合。
劇組力求符合真實火場的情況，不過蔡銀娟也坦承為了戲劇效果而做出了部分妥協。不寫實的部分包括：消防員為了節省體力和氣瓶用量，通常不會穿著消防衣奔跑，但劇中的消防員會奔跑以增強戲劇張力；劇中會利用安全燈和逃生燈合理增加光源、調高火場的亮度；刪除消防員接力複述動作以免發生危險的流程；替換消防衣的反光條，以免強烈的反光干擾拍攝作業；同安分隊消防員的藍色制服為劇組設計師設計，而非真實的消防隊制服；劇中火場的濃煙量比實際火災的濃煙量要低，以便讓觀眾看清畫面；消防員救災時沒有戴上鼻罩、拍攝醫院內的情節時也未戴口罩，同樣也是為了使觀眾看清演員表情。

## 演員及角色
温昇豪飾演的消防員邱漢成個性靦腆內斂，但在火場上也不失英雄氣概。劇情著重於呈現身為父親的邱漢成在家庭與工作間的兩難。温昇豪表示，這個角色的處境反映許多台灣消防員的生活狀況，取得工作與家庭間的平衡，對消防員而言是很重大的課題。蔡銀娟表示自己身為母親，很能體會獨自照顧小孩的孤單和委屈，在訪談時也經常聽到消防員父親在孩子的成長過程中缺席的情況，便希望眾人能藉由邱漢成了解消防員家庭面臨的難題。温昇豪被認為是學習能力最快的演員，劉冠廷也轉述攝影師的話，表示温昇豪的經驗豐富、演技精湛。温昇豪撰寫了自己的部份台詞，他在談及演出扛著孩童上下樓梯時的場景時，表示拍攝當下感覺不到疼痛，事後才發現膝蓋以下的脛骨有許多瘀青，不過他認為體能只是消防員的基本門檻，真正不容易的是轉換情緒。
陳庭妮飾演消防員徐子伶，為劇中唯一女性消防員，劇情著重呈現女性在從事消防員一職所面臨的挑戰，也述及她與母親間又愛又恨的關係，有諸多橋段都與性別歧視相關。温昇豪認為該角色在劇情中的作用，是體現女性在陽剛環境中的獨特觀點。陳庭妮原本擔心自己175公分的身高會對表演構成阻礙，在受到邀約時還對是否有適合自己的角色感到疑惑，然而《火神的眼淚》要尋找的正是身高較高的運動型女演員，才能和飾演男消防員的演員相互搭配，這使得陳庭妮首次憑藉身高優勢取得角色。徐子伶具有高級救護技術員（EMT-P）的資格，而陳庭妮也為戲主動考取初級救護技術員（EMT-1）證照，雖然考取了EMT-1，但陳庭妮仍然擔心這些涉及生命安全的動作細節不正確，有損消防員專業。此外陳庭妮也為戲健身增重，讓自己足以穿戴至少30公斤的裝備，這使她的體重首次超過60公斤。由於穿戴裝備後，頭髮會遮擋視線，她也為此詢問女性消防員，得知某些人也剪短髮因應，而某些人則維持長髮，在與導演討論後，陳庭妮決定剪去留了十年的長髮，並對此感到興奮，認為這對執行工作很有幫助。關於性別歧視的議題，陳庭妮認為自己的成長過程中並未遇到和角色類似的情況，並認為有些事情並非努力就能解決，只能順其自然。
林柏宏飾演消防員張志遠，平時個性幽默，但涉及救人時便會顯得嚴肅，角色原型有部份取自的道格·羅斯。蔡銀娟在看過《六弄咖啡館》後很欣賞林柏宏的演出，便相中他詮釋張志遠一角。張志遠出身音樂世家，卻違逆父母期待投身打火工作，並因為消防員高壓的工作環境而產生創傷後壓力症，而劇情也側重描述他的心理創傷。林柏宏認為這個角色能在刺激的動作場面之外，讓觀眾看見消防員內心柔軟的一面，能提醒救護人員和觀眾適時抒發心中感受。林柏宏認為對演員和導演而言，呈現角色心理狀態都是很大的挑戰，為了更接近角色心理狀態，沒有相關經驗的林柏宏將自己兒時與父親的緊張關係套用在演技上，試圖體會張志遠的感受，劇組也為林柏宏安排心理師進行諮商，而林柏宏還和許多消防員談話，並得知許多消防員確實因為每天的壓力而生病，但許多人都不願意說出內心傷痛，而且壓力越大的人越容易選擇壓抑。為了呈現生病的身心狀態，林柏宏寫了張志遠的角色日記，經常和蔡銀娟討論細節，並依據患者病徵的各種層次做出相應的詮釋。在此之外，於前置至拍攝的三個月期間，林柏宏不斷練習鋼琴、反覆練習醫療方面的專業動作，也增重了七公斤以承擔勞力工作。
劉冠廷飾演消防員林義陽，想法天馬行空，能夠熱絡隊內氣氛，而且個性急公好義，勇於衝撞體制，讓長官非常頭疼。劉冠廷試圖讓角色呈現衝動與暴躁之外的性格，因此加入溫柔和深情的個性，讓角色呈現反差。蔡銀娟稱讚劉冠廷把角色飾演得恰如其分，而温昇豪也讚許劉冠廷十分用功。劉冠廷認為劇中隊員們的相處模式就如同自己的大學時期，並且很喜歡眾人為了共同目標而拚命的過程。為了詮釋消防員，除了鍛鍊體力外，他也需學習開快車以呈現緊急送醫的畫面，並因此花很多時間事前討論及確認路線。在第十集裡，林義陽留給徐子伶的遺書是劉冠廷所寫，陳庭妮並未事先讀過，而拍攝當下則是由副導演唸出內容，因此讀信時，陳庭妮的表現都是直覺反應。
在主要演員之外，馬力歐飾演消防分隊的分隊長伍誌民，身為中階主管的他是上司和隊員間的潤滑劑，而馬力歐也表示樂見團隊中不同世代的演員互相切磋。鄭志偉飾演資深消防員陳國勝，他曾經年輕氣盛，在歷經風霜後失去衝勁，經常被年輕一輩視為米蟲；許元康飾演分隊的宋小隊長，為火災現場的指揮人員，因此服裝與其他消防員有別、胡釋安、夏騰宏和謝章穎飾演年輕消防員，皆為同安分隊的成員；江宜蓉飾演的急診室護理師楊亞梅是張志遠的青梅竹馬，也是他在產生PTSD後給予最多支持和關心的人，不過直至結局，劇情也並未明示兩人是否成為情侶；柯奐如飾演邱漢成的妻子蕭天穎，蕭天穎為了育兒而辭去出版社工作，並因為獨力撫養兩個孩子而身心俱疲，此角色造型參考了《82年生的金智英》和《厭世媽咪日記》，透過加大胸罩、假肚子和化妝呈現出憔悴模樣；王琄飾演長期對女兒徐子伶情緒勒索的母親徐靜華，王琄提到倘若只是表現該角色的憤怒和不滿，只會讓她變得討人厭，因此試圖詮釋出她充滿擔憂以及不擅長表達關心的一面；朱芷瑩飾演跳樓輕生的錢小姐，朱芷瑩表示自己必須在很短的篇幅內呈現大量議題，又必須具備人性，為此與蔡銀娟反覆討論劇本，並認為這是自己飾演過最難的角色，還為此失眠焦慮。另外，丁寧、黃迪揚、陳鼎中、洪綺陽、藍葦華、蘇達、楊銘威、李璇、李沛旭及丁強等演員也參與了演出
包括温昇豪、陳庭妮、林柏宏、謝章穎、胡釋安在內，許多演員因為拍攝此劇而受傷或身體不適。而在拍完此劇後，劇中多位演員都表示深刻體會到消防工作的高壓環境，並對消防員深感敬佩，也會因此更重視火警新聞、更注意確認電源和瓦斯開關、檢查自己所到之處是否有滅火器、以及是否安裝住宅用火災警報器。温昇豪表示自己體會到社會安居樂業的背後有許多默默付出的人們，並希望這齣戲劇能促使更多人重視消防安全。而陳庭妮則是感恩自己能就近了解消防員一職，也更加敬畏生命、更重視消防和醫護等專業人員，並稱這部戲是自己人生中非常重要的一頁。

## 音樂
片頭曲因為是你由韋禮安和JerryC作曲，韋禮安作詞及演唱。蔡銀娟希望片頭曲是旋律簡單、搭配人聲吟唱，可以療癒人心的歌曲，並在聽到因為是你的範本後非常滿意。韋禮安在談及創作過程時，表示自己透過《火神的眼淚》的劇情介紹和製作花絮，感受消防員一職的熱血和挫敗，而這些影像也讓自己創作時更有畫面感，他也期望這首歌曲能支撐包括消防員在內的每個人度過無助的人生階段。在錄音階段，JerryC準備了五支麥克風收錄韋禮安的聲音，試圖捕捉其細膩的情感，而韋禮安在演唱時也十分投入，甚至沒有發現製作人中途離席。在因為是你的MV中，為了呈現與火場相似的環境，導演安排了一處空曠倉庫，釋放煙霧後打上紅光，讓韋禮安彷彿置身無助火場。除此之外，MV畫面也穿插了劇中片段，著重呈現消防員內心的脆弱面。
片尾曲繞由郭葦昀作詞、JAY FREEDOM TIANIC和Josh Wei作曲，江美琪演唱。江美琪表示，這首歌傳遞了對愛的包容和諒解。當她在錄音室演唱時，感到自己似乎能站在消防員家屬的角度，感同身受地看待這份既令人感到驕傲又讓人擔憂的工作。

## 宣傳
《火神的眼淚》前導海報由陳世川設計，於2020年10月22日公開。海報以橘紅色為主色調，呈現一位消防員張開雙臂，為民眾阻擋熊熊火焰的形象。而正式海報也由陳世川操刀，於2021年3月25日公開，以藍色和煙霧為主體，呈現温昇豪、林柏宏、劉冠廷與陳庭妮穿上消防服大步前行，兩者意象大相逕庭。
《火神的眼淚》劇組在2020年1月2日舉辦探班記者會，2020年底，台北市政府消防局推出500份2021年的防災宣導月曆，月曆搭配《火神的眼淚》劇照，以期民眾在收藏劇照時亦能增進防災知識。劇組於2020年11月25日公佈預告片〈超前導預告〉，12月23日公佈〈前導預告眼淚篇〉。2021年1月19日公佈〈前導預告團隊篇〉，之後陸續公佈製作團隊及演員的預告片。2月24日公佈演員訓練花絮。除了預告片之外，陳庭妮、林柏宏、劉冠廷、胡釋安、謝章穎也出席2021年1月16日的消防宣導活動。而在同年4月27日的記者發布會上，温昇豪、陳庭妮、林柏宏、劉冠廷、夏騰宏、胡釋安、謝章穎、元康、江宜蓉皆有出席。

## 播出
《火神的眼淚》原定於2020年第四季推出，之後延期至2021年開播。而在正式開播之前，先於2021年4月在金馬奇幻影展進行特別放映，湯昇榮認為獲選原因可能是火戲特效和魔幻寫實的概念。湯昇榮、李志薔、蔡銀娟、温昇豪、林柏宏出席了影展活動。
《火神的眼淚》於2021年5月1日起，每週六晚間9點於公視主頻及myVideo首播，而myVideo和公視+也分別在晚間10點和11點上架新集。。在首播當日，購物網站也推出《火神的眼淚》與中衛發展中心聯名的公益口罩，之後劇組也推出服裝和帆布袋等周邊商品。而在全劇播畢後，劇組也舉行線上直播，分享拍戲過程。

## 故事大綱
| 集數 | 標題 | 首播日期      | 收視率 |
| --- | ---- | ------------- | ------ |
| 1 | 日常 | 2021年5月1日  | 1.37   |
| 大員市的東方公寓發生火災，同安分隊在分隊長伍誌民指揮下救災，張志遠帶著魏嘉軒救出受困老婦，邱漢成等隊員則尋找火點撲滅火勢，個性耿直的林義陽在指揮時和不懂救災、卻要求消防隊射水的圍觀市民起爭執。眾人將火撲滅之後，於午夜收隊。而這些消防員的家屬們，都對自己家中有位日夜操勞、出生入死的打火英雄感到擔憂。 某日林義陽和分隊內唯一女性消防員徐子伶一同出勤救護，林義陽和不懂流程的家屬爭論，事後家屬請市議員王文德施壓，使林義陽遭分隊長懲罰。曾經因出勤而無法陪伴妻子蕭天穎生產的邱漢成再次面臨相同抉擇，而他再次選擇先拯救休克病患，當他趕到醫院並向剛產下第二胎的妻子道歉時，妻子別過頭去失聲痛哭。 |      |               |        |
| 2 | 遺願 | 2021年5月1日  | 1.37   |
| 徐子伶出勤時發現案件發生地點正是自己的家，踏入家門才知自己母親因為想見女兒而報案。徐母表示當年丈夫離開是因為子伶身為女性，多年以來有意無意地對她情緒勒索。而資深隊員陳國勝也經常對徐子伶開涉及性別歧視的玩笑，讓她不是滋味。某位學生投水自盡，其雙親對是否進行器官捐贈有所爭執，張志遠和他的青梅竹馬、擔任護理師的楊亞梅注意到學生的父親是自己的小學教師，張志遠上前關切，並以自己父親對兄長早逝的反應為例，後來教師答應了器捐。 邱漢成和蕭天穎對育兒感到困擾，蕭天穎希望丈夫轉內勤或改行，但沒有共識。癌末病患送醫時，希望消防員能繞路讓自己完成看海遺願，雖然指揮中心不准許，但林義陽和徐子伶仍違反SOP帶病患看海，事後兩人也遭到懲處。 |      |               |        |
| 3 | SOP  | 2021年5月8日  | 1.67   |
| 社區管理員通報高樓火災，邱漢成在總幹事催促下破門而入，卻發現虛驚一場。因損毀人民財產，邱漢成和屋主協商破局，必須賠償八萬元，使他和妻子先前因育兒分工而產生的衝突火上加油。邱漢成的同僚都為他叫屈，林義陽發起募捐，立刻湊齊費用。雖然楊亞梅心儀張志遠，但張志遠顧慮自己死去的哥哥喜歡楊亞梅，而其逝世的陰影又在自己心中揮之不去，所以遲遲無法和楊亞梅更進一步。 林義陽和徐子伶為了處理醉漢老吳而耽誤了鄰近的OHCA病患，林義陽憤而以針筒刺傷老吳，徐子伶指責他遷怒並使自己成為共犯；張志遠出勤到深山救助氣胸患者，然而山路迢迢，為及時救治患者，他違反醫師指令進行針刺減壓；分局接到直升機母親報案，僅因孩子受皮肉小傷便要求送醫，還不斷催促駕駛魏嘉軒加速，致使救護車被違規酒駕的汽車撞上。 |      |               |        |
| 4 | 兩難 | 2021年5月8日  | 1.67   |
| 因肇事車主為知名律師，魏嘉軒認為對簿公堂難有勝算，便決定被記申誡以換取車保，而這會導致他失去獎金，所幸伍誌民替他力爭外聘律師的機會；分隊接獲李先生報案，邱漢成因前車之鑑而不貿然破門，在進入屋內後發現憂鬱症患者曾先生已上吊多時，媒體批評消防隊態度消極，儘管伍誌民捍衛下屬，但止不住輿論指責。 林義陽再次出勤關切醉漢老吳，並顯得極不耐煩，事後他從楊亞梅口中得知老吳一家都是違法工廠的受害者，便開始對老吳釋出善意，讓徐子伶此感到訝異；張志遠雖然將人救回，卻遭對方家長提告，他開始反思自己為何救人；徐子伶出勤處理發生車禍的孕婦，並在救護車上接生，還在替民眾包紮傷勢時曉以大義。 |      |               |        |
| 5 | 深淵 | 2021年5月15日 | 2.19   |
| 消防工作包羅萬象，除了滅火救人，還要查爆竹工廠、安全檢查、校園宣導、安裝住警器，並有聽打無線電、撰寫檢討報告等文書工作，甚至要想辦法增加分局Facebook粉絲團觸及人數。在捕蜂捉蛇的業務被轉為農業局處理後，尚有不知情市民到消防分隊要消防員摘除蜂窩，徐子伶按流程拒絕，遭到言語辱罵。 曾先生長年失聯的家人出面爭產，並否認曾先生與報案人李先生的同志關係，之後李先生燒炭自盡；Amuz One娛樂世界是大員市內的大型娛樂中心，林義陽到該處進行消防安檢，主管請議員關說，希望網開一面，但仗義執言的林義陽依法開罰；消防局楊局長向市長爭取經費添購無線電和消防衣，並聘請心理諮商師，但市長寧可砸大錢辦煙火晚會，只願意撥出有限資源。消防隊四處推薦民眾安裝免費的住宅警報器，但屢次被視為詐騙，或遭民眾消極應對。 錢小姐是東方公寓火災中被救老婦的女兒，她為了照顧母親而辭去高薪工作，又因長照而與社會脫節、遭到國際詐騙，生活屢經挫折後否定自我價值，便意圖尋短，張志遠救災時充當心靈導師，卻仍無法阻止她跳樓。事後張志遠產生PTSD，變得易怒且刻意迴避事故發生地。 |      |               |        |
| 6 | 陰影 | 2021年5月15日 | 2.19   |
| 張志遠的心中長期對兄長的死抱有陰影，再加上PTSD的影響，使他仰賴酒和安眠藥入睡；林義陽再次複查Amuz One消防安檢，對方知道施壓無效，便刻意將其囚禁在冷氣房內數小時作為報復；先前拒絕安裝住警器的住戶發生電線走火，不但造成孩童身亡，因佈線而被弄濕家具的其他住戶也向分局投訴；有老者遭蜂螫而死，輿論將原因歸咎於消防隊拒絕捕蜂，而輿論也導致市長民調下降。 |      |               |        |
| 7 | 暴雨 | 2021年5月22日 | 2.22   |
| 蜂螫致死事件導致消防局長請辭，學者韓大信接任後宣布新政策，表示會繼續為市民捕蜂捉蛇；張志遠的病況加重，但他起初拒絕就醫，還請楊亞梅協助自己取得抗焦慮藥；邱漢成和義消上山搜救走失登山客，徹夜未歸，蕭天穎對獨自照顧兩個孩子感到疲憊不勘，並在丈夫返家後和他爭執不休。徐子伶出勤處理鬥毆，意外揭開自己身世，並得知母親為使自己求上進，長年以來說謊成性。雖然母女劇烈爭執，但母親生病時，徐子伶仍悉心照料她。之後徐子伶開始思考生命的更多可能，在和林義陽談起此事後，互有好感已久的兩人也就此交往。 |      |               |        |
| 8 | 惡火 | 2021年5月22日 | 2.22   |
| 張志遠持續被PTSD困擾，但他沒有病識感也拒絕諮商，還對楊亞梅惡言相向；蕭天穎考慮帶孩子搬回娘家，為挽回家庭，邱漢成考慮改行當業務，使家庭氣氛和樂不少。Amuz One以輿論壓力威脅消防局，伍誌民只好將Amuz One的罰單銷單，林義陽雖憤恨不平，但也只能妥協。之後他和陳國勝起口角，伍誌民私下對他講述陳國勝的往事，要他多加體諒。之後林義陽出勤執行救護時體諒陳國勝，主動負責吃力工作，兩人的關係得以修復。 Amuz One發生火災，原本休假的林義陽代班替陳國勝出勤，並為了支援學弟而進入火場。由於濃煙密布、對講機失靈，林義陽和學弟走散。獨自深入火場後，他為了救出受困的王文德而負傷。另一方面，張志遠救災時看到錢小姐的幻影，因此和邱漢成走散並跌落貨梯井。 |      |               |        |
| 9 | 真相 | 2021年5月29日 | 3.87   |
| 陷入昏迷的張志遠在內心與亡兄對話，並在邱漢成的激勵下脫困，免於被落下的貨梯擊中。林義陽和王文德則撬開氣窗，在王文德藉著雲梯車脫困後，韓局長迫於業主、群眾和市長壓力，下令射水，因而引發爆燃，仍受困火場的林義陽無法逃離，壯烈成仁，此外還有兩員殉職，五員重傷。林義陽的家屬對檢調報告無法接受，提出多項疑點，消防局謝科長聲稱林義陽當天是為了逞英雄才違反指揮闖入火場，並建議家屬不要深究。在家屬離席後，伍誌民本想據理力爭，但科長表示公開真相後，林義陽會從因公殉職變成因公死亡，撫恤金因此減半，反而弊大於利。 市長率團隊向林義陽上香，並在媒體面前作秀，而王文德則隻身到靈堂鞠躬致謝。殉職消防員的家屬集結群眾和消防員齊聲抗議，要求消防局公開真相、改革體制，卻被局內高層惡言批評。儘管遭逢憾事，同安分隊仍需照常值勤，邱漢成雖然試圖加入業務團隊，但仍悶悶不樂，他在好友激勵下重新振作，決定在消防崗位上拯救更多人。 |      |               |        |
| 10 | 初衷 | 2021年5月29日 | 3.87   |
| Amuz One對火災做出回應，表示消防安檢是在林義陽簽字後通過，消防局必須負責。邱漢成見到同仁因輿論而消極，便激勵大家尋回初衷，並希望張志遠面對自己內心的陰影。張志遠向楊亞梅道歉，並向家人坦承當年是自己玩火害死哥哥，之後他歸隊繼續救災，同時尋求諮商協助。徐子伶把林義陽的救命器插銷交給王文德，使他良心發現，王文德向媒體坦承自己關說，辭去議員以示負責，並呼籲政府正視消防問題，之後徐子伶也邀他協助推動消防改革法案。徐子伶收到林義陽留給她的信，林義陽在信中提到即使自己可能犧牲，也希望徐子伶努力活下去，這使徐子伶得以振作。 抗議行動並未獲得群眾長期關注，儘管稍微補充了設備和人力，政府態度和消防制度沒有徹底改革。不過隨著兩位新隊員加入，同安分隊變得更有活力。在故事最後，張志遠回到分隊的天台，為林義陽點起一根菸。 |      |               |        |

## 迴響
《火神的眼淚》尚未開播便引起關注，而預告片及海報也獲得許多正面迴響，甚至在開播前便有詐騙集團以盜版影片為誘餌，騙人進入非法網站。
在正式開播後，《火神的眼淚》隨即獲得許多正面評價。第一集和第二集的平均收視為1.11、收視高峰為1.37，落在消防員之間相互鬥嘴、充滿樂趣的橋段，為台灣同時段戲劇節目之冠，而該劇在myVideo、Netflix和公視+等平台也都獲得熱烈迴響。首兩集的討論焦點皆為催淚情節，分別是第二集的器官捐贈情節、以及消防員出於人道關懷違規完成癌末病患遺願的橋段。第三集和第四集的平均收視率為1.67，收視高峰為2.02，落在消防員面臨是否破門救人的兩難。此外討論焦點還包括醉漢濫用消防救護資源、搶救車禍孕婦等情節。第五集和第六集的平均收視為2.19，收視高峰為2.56，落在蜂螫致死事件後，徐子伶遭到指控並崩潰落淚的橋段。第七集和第八集的平均收視為2.22，收視高峰為2.60，落在謝章穎飾演的消防員穿著破損的防火裝備並遭到燙傷的橋段。第九集和第十集的平均收視為3.87，居該時段的收視率冠軍，收視高峰則為4.39，落在楊亞梅到探望張志遠的段落。《火神的眼淚》也是2021年在myVideo平台上收視最高的戲劇。除了收視獲得好評，因為是你和繞也都登上KKBOX即時排行榜的第一名和第二名，前者還奪得HITO中文排行榜冠軍。個別演員方面，林柏宏在2021年12月受邀擔任消防大使，於消防署舉辦之消防志工表揚活動中擔任頒獎人，温昇豪也受邀擔任代言人，出席2022年的消防節活動。
《火神的眼淚》獲得的讚譽包括田調工作紮實、事前訓練完備、演員陣容完美、角色形象鮮明、揭露職業秘辛、呈現社會現況。除了劇情以外，逼真的火災和爆破場面也廣受讚譽，透過戲劇呈現也比徒具形式的政令宣導廣告更有效。在首映座談會上，許多消防員便表示劇情十分寫實。而在節目播出後有更多消防員、消防替代役和消防員眷屬表達相同看法，曾經協助劇組進行實習的消防員表示，在劇組來消防隊實習時，有些消防員認為該劇會胡亂行事，後來發現演員和美術組都很認真，故事情節也貼近生活，並對劇組表示感謝。消防員工作權益促進會秘書長朱智宇也對製作團隊如實呈現消防工作的面貌表達感謝，並期待第二季能著重描寫消防員協會以及殉職真相的釐清。還有消防員收到店家致贈蛋糕，同時附上卡片寫道「看了《火神的眼淚》才知道你們的辛苦」。對於劇作受到許多觀眾支持，蔡銀娟感到驚喜，並期待消防問題可以更受重視。此外台南市消防局長李明峯在觀劇後十分感動，不過他也因為要求下屬必須觀劇並撰寫心得和建議而遭到投訴。
編劇苑亦表示自己最初得知《火神的眼淚》時，抱持著能看到類似香港電視劇《烈火雄心》般具有強烈特效、讓人爽快無比的英雄片，但在實際看過該劇後，才發現該劇是讓原本被賦予英雄色彩的消防員展現人性的一面，並透露該職業背後的無奈與辛酸。
《火神的眼淚》催生了許多消防知識普及文章，包括解說射水時機、破門規定、消防術語，呼籲觀眾換位思考，不要增加消防員負擔。而相關討論還包括彙整台灣消防環境的沉痾、整理近年消防員權益議題、將現實中的消防問題與故事情節進行比較、對艱困的消防環境表達感慨、試圖提出解決方案、探討消防員捕蜂捉蛇的制度、推廣偵熱型住警器、對法律制度提出建議、探討情緒勒索和親子關係、也有心理師宣導關於PTSD的醫療知識。該劇也促使台中市的企業主江啟文以母親名義拿出新台幣200萬元，捐贈臺中市政府消防局數位無線電和擴音式空氣呼吸器面罩。
自首集開始，全劇便有許多情節涉及被稱為「台灣刁民」（俗稱「台灣鯛」）的民眾帶給消防員諸多困擾，劇中行為包括不懂消防或救護專業卻恣意指揮消防員、請議員向消防局施壓、向破門消防員提告、逼救護車闖紅燈、酒醉後濫用消防資源並妨礙救護、在政論節目盲目批評消防員，這些情節不但引起觀眾共鳴，也有消防員表示情節與自己的日常工作近乎相同。不過這也導致有評論認為全劇中段欠缺故事主線，幾乎可謂台灣刁民大全。此外而也有評論指出，這些所謂的刁民也並非惡人，只是貪圖自己一時方便或自溺於個人情境而產生的，無論是占用資源的醉漢或溺愛小孩的母親，背後都代表不同的社會問題。
蕭天穎是劇中少數受到批評的配角，劇中她逼邱漢成在工作和家庭間做出選擇的情節引起一些觀眾指責，甚至有觀眾發送私人訊息責罵飾演她的柯奐如。而柯奐如也並不認同自己的角色設定。柯奐如認為，既然蕭天穎是在知道對方是消防員的情況下步入婚姻，就應當理解和體諒十分重視這份工作的丈夫，而非拒絕尋找雙方之間的平衡點。温昇豪也認為邱漢成與蕭天穎的選擇各有道理，並建議觀眾想像兩人未來的發展。此外有評論認為劇中部分橋段將諸多議題以太過直白的台詞呈現，忽略了影像敘事的功能。

## 電視節目的變遷
| 马来西亚 Astro 双星 HD 每晚 19:00 - 20:00 | 马来西亚 Astro 双星 HD 每晚 19:00 - 20:00   | 马来西亚 Astro 双星 HD 每晚 19:00 - 20:00 |
| ----------------------------------------- | ------------------------------------------- | ----------------------------------------- |
|                                           | 火神的眼泪 （2021年6月14日－2021年6月23日） |                                           |
| 风暴舞 （2021年4月29日－2021年6月10日）   | 千古玦尘 （2021年6月26日－2021年8月13日）   |                                           |

| 臺灣 東森戲劇台 每週日 20:00 - 22:00     | 臺灣 東森戲劇台 每週日 20:00 - 22:00          | 臺灣 東森戲劇台 每週日 20:00 - 22:00 |
| ---------------------------------------- | --------------------------------------------- | ------------------------------------ |
|                                          | 火神的眼淚 （2021年5月2日－2021年5月30日）    |                                      |
| 麻醉風暴 （2021年4月17日－2021年5月1日） | 天橋上的魔術師 （2021年6月6日－2021年7月4日） |                                      |

## 獎項
在第57屆金鐘獎中，《火神的眼淚》入圍戲劇節目的導演獎、男配角獎、女配角獎、聲音設計獎、視覺特效獎和創新獎，而在該屆新增的人氣票選中，《火神的眼淚》則進入決選。然而率領爆破特技組，並入圍視覺特效獎的陳銘澤已於2022年4月25日（入圍名單公布前）因血癌過世。原先呼聲頗高的林柏宏並未入圍，主任委員陳慧玲則解釋有太多遺珠之憾。入圍男女配角的劉冠廷和陳庭妮都對消防員表示感謝。
| 年度   | 頒獎單位     | 獎項名稱             | 入圍者                         | 結果 |
| 2022年 | 第57屆金鐘獎 | 戲劇節目導演獎       | 蔡銀娟                         | 提名 |
| 2022年 | 第57屆金鐘獎 | 戲劇節目男配角獎     | 劉冠廷                         | 提名 |
| 2022年 | 第57屆金鐘獎 | 戲劇節目女配角獎     | 陳庭妮                         | 提名 |
| 2022年 | 第57屆金鐘獎 | 戲劇類節目聲音設計獎 | 蔡瀚陞、鄭元凱、高勤倫、傅一群 | 提名 |
| 2022年 | 第57屆金鐘獎 | 戲劇類節目視覺特效獎 | 凃維廷、陳銘澤                 | 提名 |
| 2022年 | 第57屆金鐘獎 | 戲劇類節目創新獎     | 《火神的眼淚》                 | 提名 |
| 2022年 | 第57屆金鐘獎 | 最具人氣戲劇節目獎   | 《火神的眼淚》                 | 獲獎 |

## 外部連結
- 火神的眼淚的Facebook專頁
- 火神的眼淚的Instagram帳戶
- 互联网电影数据库（IMDb）上《火神的眼淚》的资料（英文）
- 火神的眼淚 -台劇-戲劇線上看-myVideo （页面存档备份，存于）
- 在Netflix上觀看《火神的眼淚》